# Ulična prostitucija
Ulična prostitucija je izraz za oblik prostitucije u kojemu osoba nastoji sresti potencijalne klijente i s njima na javnom mjestu, najčešće na ulici, dogovoriti seksualne usluge za novčanu naknadu. Obično se oglašava odijevanjem provokativne odjeće. 
Ulična prostitucija smatra se „najnižim” oblikom prostitucije, i na nju se uglavnom gleda negativno, odnosno nastoji zabraniti čak i u onim zemljama koje inače dopuštaju prostituciju. U nekim slučajevima, pak, vlasti nastoje ograničiti aktivnosti uličnih prostitutki u za to određena područja.

## Vanjske poveznice
|  | Zajednički poslužitelj ima još gradiva o temi Ulična prostitucija |

- Michael S. Scott. Street prostitution  Arhivirana inačica izvorne stranice od 29. studenoga 2003. (Wayback Machine), Vodič Ministarstva pravosuđa SAD-a, br. 2 (PDF)
- StreetWomen.org (»Uličarke«)  Arhivirana inačica izvorne stranice od 4. srpnja 2016. (Wayback Machine) (stranica dokumentira živote uličnih prostitutki)